# Lennard Hofstede
Lennard Hofstede (Poeldijk, 29 dicembre 1994) è un ex ciclista su strada olandese, è stato professionista dal 2017 al 2023.

## Palmarès

### Strada
- 2012 (Juniores, una vittoria)

1ª tappa Driedaagse van Axel (Philippine > Axel)
- 2016 (Rabobank Development Team, due vittorie)

2ª tappa Rhône-Alpes Isère Tour (Crachier/Chèzeneuve > Saint-Maurice-l'Exil)
Classifica generale Rhône-Alpes Isère Tour

#### Altri successi
- 2016 (Rabobank Development Team)

Classifica giovani Rhône-Alpes Isère Tour

## Piazzamenti

### Grandi Giri
- Giro d'Italia

2018: 144º
- Vuelta a España

2017: ritirato (12ª tappa)
2019: 152º
2020: 51º
2021: 127º

### Classiche monumento
- Giro delle Fiandre

2018: 77º
- Parigi-Roubaix

2018: ritirato
- Liegi-Bastogne-Liegi

2017: 103º
2020: 50º
2021: 142º
- Giro di Lombardia

2017: 71º
2020: ritirato

### Competizioni mondiali
- Campionati del mondo

Limburgo 2012 - In linea Junior: 42º
Toscana 2013 - Cronosquadre: 19º
Ponferrada 2014 - Cronosquadre: 26º
Ponferrada 2014 - In linea Under-23: 104º
Richmond 2015 - In linea Under-23: 77º

### Competizioni europee
- Campionati europei

Plumelec 2016 - In linea Under-23: 39°